# Renate Götting
Renate Götting (* 20. September 1954 in Lahr) ist eine baden-württembergische Politikerin der FDP/DVP. Sie war von 2004 bis 2006 Mitglied des Landtags von Baden-Württemberg.

## Ausbildung und Beruf
Nach Grundschule, Gymnasium und Abitur in Lahr studierte Renate Götting Rechtswissenschaften in Freiburg und Tübingen. Nach dem ersten Staatsexamen in Tübingen arbeitete sie in einer
Rechtsanwaltskanzlei und bei einer Rechtsschutzversicherung.

## Politische Tätigkeit
Renate Götting war von 1997 bis 2005 Vorsitzende des FDP-Ortsverbandes Hechingen. Mitglied des Landtags von Baden-Württemberg wurde sie als Nachrückerin für den verstorbenen Abgeordneten Horst Glück am 6. September 2004 im Zweitmandat im Wahlkreis 61 (Hechingen-Münsingen). Mit dem Ende der 13. Wahlperiode am 22. Februar 2006 schied sie aus dem Landtag wieder aus. In ihrem ursprünglichen Wahlkreis war sie nicht mehr aufgestellt worden und kandidierte erfolglos im Main-Tauber-Kreis.

## Familie und Privates
Renate Götting ist evangelisch. Sie ist verheiratet und Mutter von drei Söhnen.